# Пригородное (Мордовия)
Пригородное — село в Краснослободском районе Мордовии. Входит в состав Старозубаревского сельского поселения.

## География
Располагается на реке Лекешка, сливаясь с южной окраиной города Краснослободска.

## История
В «Списке населённых мест Пензенской губернии» за 1869 г. в казенное село Жабье относилось к Краснослободскому уезду и состояло из 96 дворов. 24 июня 1940 г. село Жабье переименовано в Пригородное.

## Население
| 2002 | 2010 |
| ---- | ---- |
| 465  | ↗486 |